# 1407 Lindelöf
Az 1407 Lindelöf (ideiglenes jelöléssel 1936 WC) a Naprendszer kisbolygóövében található aszteroida. Yrjö Väisälä fedezte fel 1936. november 21-én, Turkuban.